# ورزشگاه هرازدان
ورزشگاه هرازدان (به ارمنی: Հրազդան Մարզադաշտ) ورزشگاهی در ایروان، ارمنستان و ورزشگاه خانگی تیم ملی فوتبال ارمنستان است.
این ورزشگاه که در سال ۱۹۶۹ میلادی شروع به ساخت شده، در سال ۱۹۷۰ میلادی به بهره‌برداری رسیده و ظرفیت آن ۵۴٬۲۰۸ نفر است. این ورزشگاه از بزرگ‌ترین ورزشگاه‌های کشور ارمنستان است.

## نگارخانه

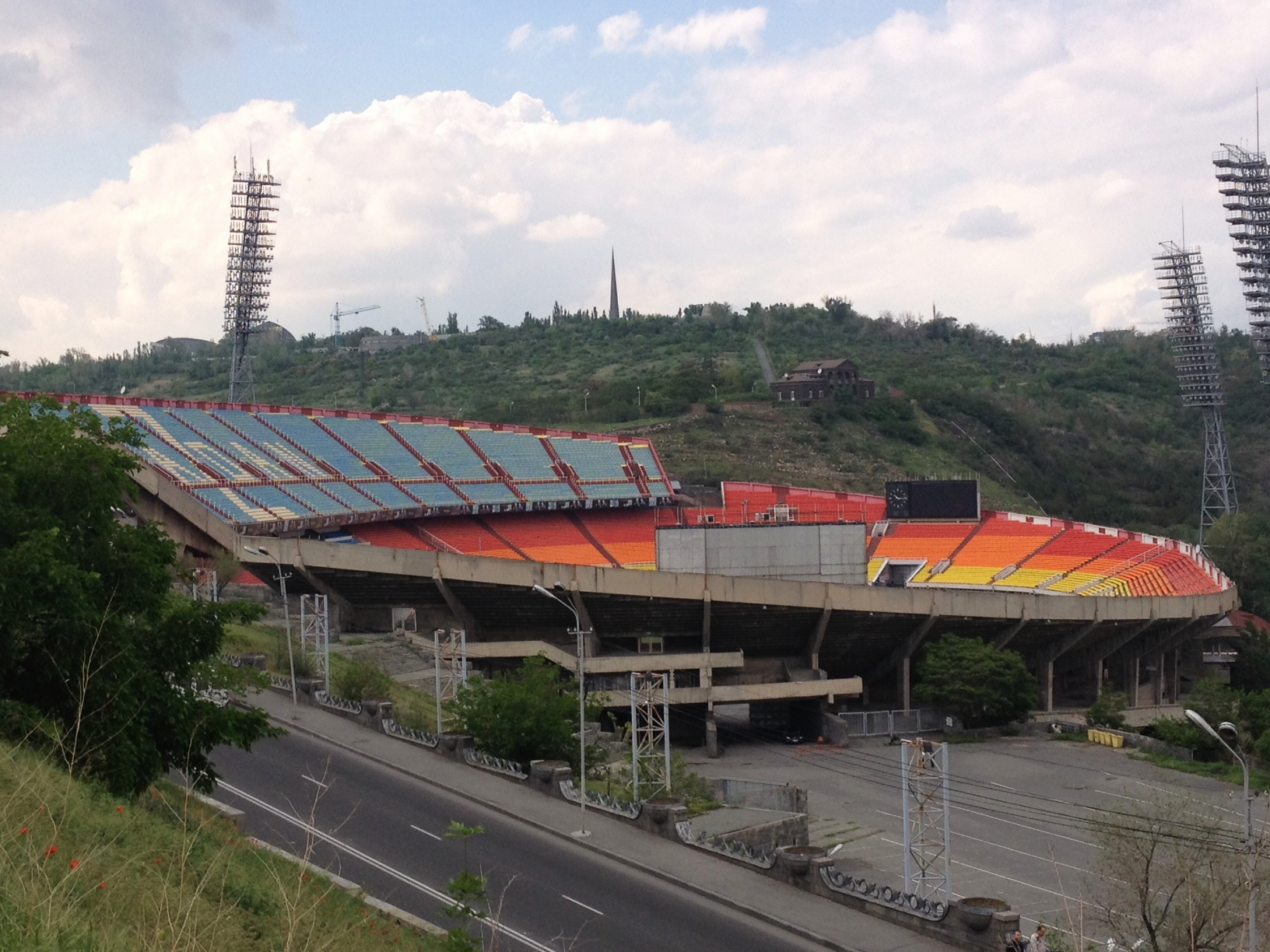
ورزشگاه هرازدان